# Bukit Perentak
Bukit Perentak is een bestuurslaag in het regentschap Merangin van de provincie Jambi, Indonesië. Bukit Perentak telt 535 inwoners (volkstelling 2010).